# لارا آروبارنا
 لارا آروبارنا (اسپانیایی: Lara Arruabarrena‎؛ زادهٔ ۲۰ مارس ۱۹۹۲) یک تنیس‌باز اهل اسپانیا است.